# معقد التوافق النسيجي الكبير

يمين :استعراض أنتيجينات (أصفر) يحفز خلية تي خام من نوع CD8+ فتصبح خلية تي قاتلة من نوع CD8+.
يسار: استعراض خلية من الجسم لأنتيجينات (أصفر) يحفز خلية تي خام من نوع CD4+ فتصبح خلية تي مساعدة CD4+.
TCR : مستقبل خلية تي T cell receptor ؛ ويشترك في العمليتين أحد أنواع [معقد التوافق النسيجي الكبير] MHC-I أو MHC-II.

مُعَقَّدُ التَّوافُقِ النَّسيجِيِّ الكَبير أو (المركب الرئيسي للتلاؤم النسيجي) (بالإنجليزية: MHC أو major histocompatibility complex) وسمى هذا البروتين بهذا الاسم حيث أنه مزود بواسمات «الذاتية»، لأن دوره في الجسم هو تحديد ما هو ذاتي  وما هو «غريب» (مستضد). التفرقة بين الذاتي والغريب هو أحد وسائل الجسم الدفاعية ضد الغريب، ومعقد التوافق هذا هو عبارة عن بروتينات تتحكم في تركيبها مورثات جينية وتوجد على الغشاء السيتوبلازمي للخلايا.
تسمى كذلك بمستعرضات كرات الدم البيضاء، لأنها اكتشفت أول مرة فوق غشاء كرات الدم البيضاء في الإنسان؛ كما تمت مشاهدتها أيضا فوق غشاء الخلايا ذات النواة.

## وظيفة جزيئات MHC
وظيفة جزيئات MHC التي تكون على سطح أحد خلايا الدم هي تقديم استعراض أجزاء من أنتيجين يكون قد دخل الخلية على السطح فيتعرف عليها أحد الخلايا تي.

كما يمكن لجزيء MHC التعامل مع كرات دم بيضاء leukocytes التي تشارك في نظام المناعة وغيرها من كرات دم بيضاء، وكذلك التعامل مع خلايا الجسم. جميع خلايا الجسم المنوّاة يوجد على سطحها المعقد MHC. ومن هنا ينشأ التوافق النسيجي بينهم؛ فجميعهم ينتمون إلى خلايا الجسم الذاتية، التي يجب المحافظة على سلامتها.
تفحص جزيئات MHC (وهي عبارة عن بروتينات) مناسبة أعضاء زرعت في الجسم (زرع الأعضاء) للتوافق مع خلايا الجسم؛ كما يمكنه فحص مدى قابلية الجسم لمرض مناعة ذاتية حيث يكون نظام المناعة حساسا فوق العادة لأحد أعضاء الجسم.
- في الإنسان يسمى MHC أيضا human leukocyte antigen (HLA).

و يعتبر معقد التوافق النسيجي مجموعة من المورثات تشرف على اٍنتاج بروتينات غشائية محددة للذات تدعى MHC عند الاٍنسان وهو يظهر على السطح الخارجي للخلايا العضوية اٍبتداءاً من الأسبوع السادس الجنيني وتبقى مدى الحياة، ويوجد منه نوعان:
- MHC-1 يتواجد على غشاء كل خلية بها نواة (حيث لا يوجد على سطح الكريات الحمراء)
- MHC-2 يوجد على سطح الخلايا المقدمة للمستضد وهي لكي تتعرف خلية تي على مالعاتأنتيجين) فيحملها عامل الخلية المصابة بالمستضد معه وتستطيع إظهار أجزاء منه على طرف جزيء
MHC-I أو MHC-II على سطح الخلية. فيتعرف عليه أحد خلايا تي المضادة للأنتيجين. تتعرف خلية تي على أنتيجين بواسطة مستقبل خلية تي.

## ثلاثة أنواع من المعقد MHC

تعرض الخلايا المصابة البروتينات الغريبة على سطحها بواسطة MHC-I فتتعرف عليها خلية تي قاتلة من نوع (CD8+) وتقضي عليها.
وعن طريق المعقد MHC-II يمكن لخلايا تي المساعدة من نوع (CD4+)يمكنها إنتاج ضد antibody
وتحفيز نشاط الخلية البلعمية تعمل على القضاء على المستضد (استجابة مناعة خلطية). أي أن جهاز المناعة المكتسبة يفرق بين وجود جسيمات غريبة مسببة للمرض داخل خلية أو خارجها.
كما يوجد أيضا نوع ثالث من المعقد MHC-III وهو يعتبر من ضمن نظام يسمى النظام المتمم، وهو جزء من المناعة الخلطية غير تخصصي، ومهمته القضاء على أنتيجينات في هيئة خلايا، مثل بكتيريا.
توجد المسلسلات المعقدة لجزيئات MHC-I وكذلك بالنسبة لصنفين α و β لنوع MHC-II في أغلب خلايا الإنسان. ويقع عليهما عاتق فحص الخلايا الذاتية والقدرة على التوفيق بينها.

### معقد MHC-I

شكل توضيحي لمعقد MHC-I-Protein فوق سطح خلية من الجسم.

معقد MHC-I هو جزيء بروتين معقد يوجد على أسطح جميع الخلايا ذات نواة لكائن ماعدا (خلايا الدم الحمراء فهي بلا نواة والأكياس الأريمية مثل الأرومة المغذية). هذا المعقد الذي يكون ظاهرا على الخلايا يقوم بتقديم أنتيجين أو جزء من أنتيجين إلى خلية تي قاتلة، كما يحمي خلايا الجسم السليمة من الكلرسلة.
ويتكون معقد MHC-I من جزيء يرتبط بغشاء الخلية من سلسلة ثقيلة (heavy chain, HC), وجزء آخر صغير قابل للذوبان
Β2-Mikroglobulin وجزيء ببتيد. فيكون معقد البروتين مكونا من أربعة أجزاء: الجزء α وهو يتكون من ثلاثة أجزاء
(α1 إلى α3), و β2-Mikroglobulin.
يشكل الجزئين (α1 و α2) ثغرة يرتبط بها ببتيد. تلك الببتيدات تتكون داخل الخلية بأعداد كبيرة عن طريق إنزيمات تحلل البروتين (ببتيداز) يكونها سيتوبلازم الخلية، وهي إما ببتيدات (بروتينات) تنتمي إلى الخلية وعملها أو يمكن أن تكون في الأصل أجزاء من أنتيجين (جسيم غريب مثل ميكروب أو فيروس). ويفحص نظام المناعة خلايا الجسم باستمرار ويبحث عن وجود أنتيجين أصاب أحد الخلايا. ويتم هذا الفحص عن طريق مقارنة الببتيدات التي يعرضها MHC-I في ثغرته؛ هل هي بروتينات متوافقة مع خلايا الجسم أم بروتينات (ببتيد) غريبة عنها، وعن وجود معقد MHC-I. يتم التعرف على غرابة الببتيد عن جزيئات البنية السليمة للخلية (غير متوافقة) من خلية تائية أو خلية بائيةسابحة في الدم.
الببتيدات المقدمة تشكل عينة من البروتينات المشكلة داخل الخلية. وتتلامس الببتيدات أثناء التقديم ب خلية تي قاتلة ذات مستقبل بروتيني -CD8]]+ ؛ وقد تعودت الخلايا تي بأن مستقبلاتها لا ترتبط ببروتينات خاصة بالجسم؛ تلك الظاهرة تسمى تحمل مناعي وهي تحمي الجسم من اعتداء نظامه المناعي عليه. ولكن إذا كانت خلية قد أصابها فيروس أو حدث في الخلية طفرة جعلتها تنتج بروتينات مخالفة لبروتينات الجسم، فيكون ما يقدمه معقد MHC-I (في الثغرة) أجزاء الفيروس (ببتيد) إلى خلايا تي القاتلة تجعل الخلية تي القاتلة تنشط، وتقوم بقتل الخلية المصابة.

### معقد MHC-II

شكل توضيحي لمعقد MHC-II فوق سطح خلية

يقدم معقد MHC-II من أنواع خاصة من الخلايا في جهاز المناعة، تسمى تلك الخلايا «خلايا مقدمة للأنتيجينات»
antigen presenting cells(APC), وتتعرف عليه نوع من خلايا تي المساعدة ذات بروتين كتلة التمايز 4+
ينتمي إلى «الخلايا مقدمة للأنتيجينات» خلايا وحيدة وخلايا الدم البيضاء وخلايا متغصنة نتشأ في الغدة الزعترية، وغيرها لا ينشأ في الغدة الزعترية وإنما في العقد اللمفاوية وفي البنكرياس. تلك الخلايا تكون موجودة وموزعة في الدم وفي الجهاز اللمفاوي وتحت الجلد وفي أنسجة أخرى وفي الخلايا البائية.
يتكون معقد MHC-II (بروتين) من غشائين متصلين α و β علاوة على أحد الببتيدات. بعكس المعقد MHC-I فإن الغشائين تبع MHC-II تلتصقان بسطح الخلية. وهو يتكون من أربعة أجزاء خارج الخلية: (α1 و α2 و β1 و β2). ويكون MHC-II أيضا ثغرة يشكلها الجزءان α1 و β1 (انظر الشكل)، ويقدم بها الببتيد.
الببتيدات التي يقدمها MHC-II تنشأ من بروتينات خارج الخلية، مثل منتجات بلعمة أو جزيئات كبيرة يقدمها مستقبل أو من «خلايا مقدمة للأنتيجينات» APC. ومثلما تفحص خلايا تي القاتلة تقوم خلايا تي المساعدة بعملية الفرز، وهي تربط نفسها فقط بمعقد MHC-II بواسطة مستقبلها (مستقبل خلية تي) وتنشط إذا وجدت أنتيجينا مختلفا عن خلايا الجسم.

### معقد MHC-III
تنتمي إلى معقد MHC-III بعض العوامل المكملة (بروتينات) مثل C2و C4 و Bf, وعدد من السيتوكينات مثل معامل نخر أورام (TNF). واختلاف MHC-III عن النوعين الآخرين يكمن في أنه بروتين بلازمي ويشارك في المناعة الطبيعية المتوارثة (لا يختص بمكافحة مستضد معين، وإنما يعمل بطريقة شمولية غير متخصصة).

## الجينات
توجد جينات MHCفي جميع الحيوانات الفقرية وتختلف فيما بينها اختلافا كبيرا. وتقع منطقة MHC على كروموسوم 6 بين المعلمتين المورثتين MOG و COL11A2، وتحوي 240 من المورثات يصل طولها 3.6 مليون [base pairs].. في الإنسان. وإن وظائف نصفهم معروفة تقريبا وهم مختصون ب نظام المناعة.
تختلف وظيفة MHC-III عن أخويه الآخرين، ولكن موقع تولده يوجد بينهما أيضا على الكروموسوم 6 في الإنسان.

## اقرأ أيضا
- خلية بائية
- خلية لمفاوية
- نظام المناعة
- خلية تي ذاكرة
- خلية بي ذاكرة
- خلية تي قاتلة
- عنقود تمايز
- كتلة التمايز 8

## وصلات خارجية
- Major+Histocompatibility+Complex في المكتبة الوطنية الأمريكية للطب نظام فهرسة المواضيع الطبية (MeSH).